# The Best of Do As Infinity
『The Best of Do As Infinity』（ザ・ベスト・オブ・ドゥ・アズ・インフィニティ）は、日本のロックバンド・Do As Infinityが2014年1月1日にavex traxから発売した3枚目のベストアルバムである。

## 内容
前作『Do As Infinity X』から約1年3ヶ月ぶり、ベストアルバムとしては前作『Do The A-side』から約8年3ヶ月ぶり、『Do The Best "Great Supporters Selection"』以来の2枚組作品。
メジャーデビュー15周年を機に制作され、15周年に因み各ディスク15曲をメンバーとディレクターの徳田善久で選曲、リマスタリングを施し収録されたオールタイム・ベストとなっている。選曲方法は再結成後の既発シングルとアルバム収録曲を中心にしつつ、解散前の楽曲からもリストアップされた。これについて大渡亮は現在の生き様を示唆することが出来る作品を目指した上で、「新しいリスナーに昔の楽曲も聴いてほしいと思い、現在の姿が見えるような曲とライブ定番曲を織り交ぜた」と語っている。また、新録2曲に関してはボーナストラックのように扱われることを懸念して、意図的に各ディスクの1曲目に配置されている。
ジャケットが異なるCD+DVD盤とCD盤の2形態で発売され、CD+DVD盤には特典として2013年2月9日から4月29日に全国のライブハウスと多目的ホールで敢行された、ライブツアー『Do As Infinity LIVE TOUR 2013 〜Do As Infinity X〜』から東京・TOKYO DOME CITY HALL公演を収録したDVDが同梱された。

## 収録曲

### Disc 1
1. believe in you [3:33]
作詞：Tomiko Van、Yoshihisa Tokuda
作曲：Atsushi Suemitsu
編曲：Seiji Kameda
新録曲。
2. アリアドネの糸 [4:00]
25thシングルの表題曲。
3. Special [3:48]
8thアルバムの収録曲。
4. 陽のあたる坂道 [4:25]
12thシングルの表題曲。
5. 誓い [4:25]
24thシングルの表題曲。
6. 柊 [4:34]
17thシングルの表題曲。
7. TIME MACHINE [4:00]
9thアルバムの収録曲。
8. 本日ハ晴天ナリ [3:16]
16thシングルの表題曲。
9. JIDAISHIN [3:55]
1st限定販売シングル。
10. Desire [4:31]
7thシングルの表題曲。
11. ナイター [3:47]
7thアルバムの収録曲。
12. 遠くまで [4:27]
8thシングルの表題曲。
13. 生まれゆくものたちへ [4:38]
21stシングルの収録曲。
14. 黄昏 [5:00]
26thシングルの表題曲。
15. 空想旅団 [4:53]
4thアルバムの収録曲。

### Disc 2
1. 風花便り [4:03]
作詞：Mio Aoyama
作曲：Shintaro Yamaguchi
編曲：Seiji Kameda
新録曲。
2. ヨアケハチカイ [4:25]
10thアルバムの収録曲。
3. Timeless [4:26]
21stシングルの収録曲。
4. Hand in Hand [5:07]
8thアルバムの収録曲。
5. 深い森 [4:05]
10thシングルの表題曲。
6. 1/100 [3:43]
23rdシングルの収録曲。
7. 冒険者たち [4:10]
11thシングルの表題曲。
8. Week! [4:16]
9thシングルの表題曲。
9. ワンダフルライフ [3:40]
8thアルバムの収録曲。
10. 最後のGAME [3:30]
7thアルバムの収録曲。
11. 恋歌 [4:37]
9thアルバムの収録曲。
12. HARUKA [4:31]
23rdシングルの収録曲。
13. 君がいない未来 [4:21]
22ndシングルの表題曲。
14. 科学の夜 [5:06]
5thアルバムの収録曲。
15. Yesterday & Today [5:00]
4thシングルの表題曲。

## 収録映像曲
本編
1. ヨアケハチカイ
2. 東京亜熱帯
3. Special
4. JIDAISHIN
5. Work!
6. mannequin
7. メラメラ
8. Desire
9. Raven
10. シグナル
11. TAO
12. 陽のあたる坂道
13. 冒険者たち
14. 蓮華
15. 永遠
16. アリアドネの糸
17. コペルニクス
18. under the sun
19. 135
20. 本日ハ晴天ナリ
21. HARUKA

アンコール
1. 遠くまで
2. SUMMER DAYS

## 参加ミュージシャン

### CD
Do As Infinity
- 伴都美子：Vocal & Chorus  (Disc 1,2#1)
- 大渡亮：Guitar (Disc 1,2#1)

Support Musician
- 亀田誠治：Bass (Disc 1,2#1)
- 豊田泰孝：Manipulator (Disc 1,2#1)

### DVD
Do As Infinity
- 伴都美子：Vocal
- 大渡亮：Guitar & Chorus

Support Member
- 松本淳：Drums
- 長井ちえ：Guitar & Chorus
- 小川真司：Bass
- 山本健太：Keyboards

## タイアップ
- バンダイナムコエンターテインメント製iOS/Android専用携帯電話ゲーム『テイルズ オブ アスタリア』星のカケラ編主題歌 (Disc 1#1)
- フジテレビ系列昼ドラマ『花嫁のれん』第3シリーズ主題歌 (Disc 2#1)